# Tjataglaciären
Tjataglaciären (georgiska: ჩათის მყინვარი, Tjatis mqinvari), eller Tjatji (ჩაჩი), är en glaciär i Georgien. Den ligger i den nordöstra delen av landet, i regionen Mtscheta-Mtianeti. Närmaste större samhälle är Stepantsminda, 13 km åt sydost.